# Hedonismo negativo
El hedonismo negativo hace referencia a la idea de que evitar el desagrado, en lugar de buscar el placer, es la clave para una buena vida. Contrasta con el hedonismo tradicional, que se centra en maximizar el placer. El texto plantea la pregunta de si la paradoja del hedonismo —donde la búsqueda del placer socava su logro— también se aplica al hedonismo negativo, es decir, si evitar activamente el desagrado podría resultar autodestructivo. Sin embargo, sugiere que este no sería el caso, ya que filósofos como Schopenhauer defendían la minimización del sufrimiento en lugar de la búsqueda de la felicidad, lo que implica que el hedonismo negativo podría ser un enfoque viable dentro del hedonismo prudencial.

## Dilema ético de la reducción del dolor
Algunos hedonistas modernos, conocidos como "hedonistas negativos", se centran en reducir el sufrimiento en lugar de promover la felicidad social, abogando por la prevención del daño y el alivio del sufrimiento cuando sea posible. Este enfoque a veces se equiva con la moral cristiana, lo que lleva a algunos cristianos a apoyar prácticas como la homosexualidad y el aborto, ya que su objetivo es aliviar el dolor. Esta perspectiva ha influido en las teorías morales contemporáneas, particularmente en los Estados Unidos, donde una creencia común es que los individuos son libres de actuar como deseen, siempre que no causen daño a los demás. Sin embargo, esta mentalidad es vista por algunos como potencialmente conducente a la desintegración moral de la sociedad.

## Hedonismo de Epicuro
Epicuro propone un hedonismo negativo, a menudo mal comprendido. Según él, el hedonismo se basa en la medida. Distingue dos tipos de placeres: los placeres móviles, que son impuros, y los placeres estables, que corresponden a la ausencia de dolor. El bienestar se define entonces como la ataraxia (la ausencia de perturbaciones en el alma) y la aponia (la ausencia de dolor físico). Así, el hedonismo de Epicurio se basa en la búsqueda de una vida sin sufrimiento, en lugar de la búsqueda de placeres intensos.

## Conceptos relacionados
Los conceptos relacionados con el hedonismo incluyen la hedonofobia, caracterizada por el temor al placer y la tendencia a evitarlo; el hedonismo psicológico, que afirma que el placer y el dolor son los motivadores fundamentales del comportamiento humano; y el hedonismo egoísta, la noción de que el placer personal de un individuo es el principal impulso detrás de ciertas acciones. Estos conceptos ofrecen diversas interpretaciones de cómo el placer, el dolor y el interés propio influyen en la toma de decisiones y la conducta humana.